# Brett Sterling
Brett Stewart Sterling (* 24. April 1984 in Los Angeles, Kalifornien) ist ein ehemaliger US-amerikanischer Eishockeyspieler. Der Flügelstürmer absolvierte im Verlauf seiner aktiven Karriere zwischen 2000 und 2018 unter anderem 30 Partien für die Atlanta Thrashers und Pittsburgh Penguins in der National Hockey League (NHL), verbrachte jedoch den Großteil seiner Karriere in der American Hockey League (AHL). Zudem war er zwei Jahre beim EC Red Bull Salzburg sowie ein Jahr in Schweden aktiv.

## Karriere

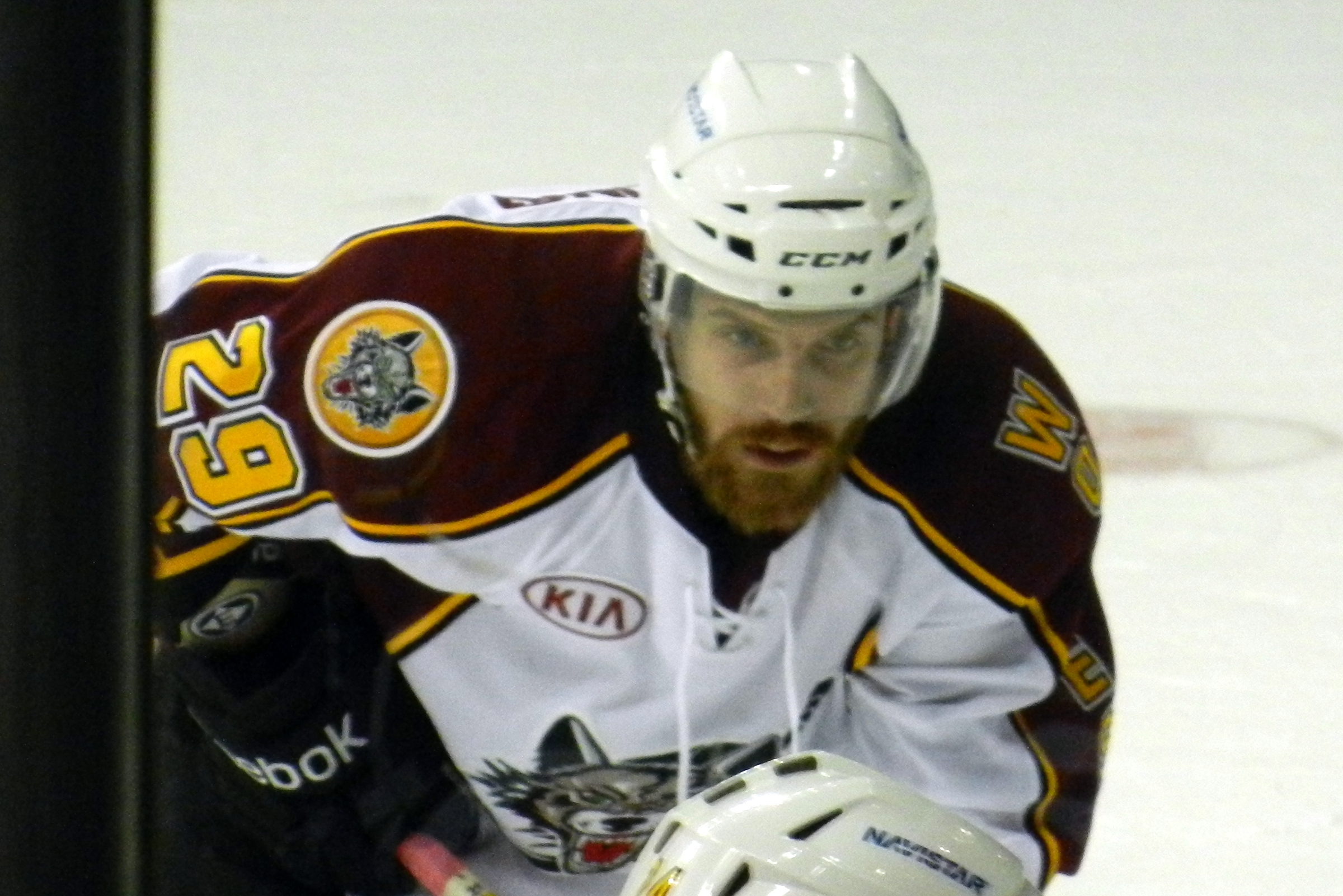
Sterling im Trikot der Chicago Wolves (2012)

Während des NHL Entry Draft 2003 wurde Brett Sterling in der fünften Runde als insgesamt 145. Spieler von den Atlanta Thrashers aus der National Hockey League (NHL) ausgewählt. In den vier Jahren, die er beim Colorado College im Spielbetrieb der National Collegiate Athletic Association (NCAA) verbrachte, erzielte er in 150 Spielen 108 Tore und kam insgesamt auf 184 Scorerpunkte. In seiner ersten Saison im professionellen Eishockey erzielte Sterling 97 Punkte in 77 Spielen für das Farmteam der Thrashers, die Chicago Wolves, in der American Hockey League (AHL). Schließlich gewann er den Willie Marshall Award als bester Torjäger der Liga und den Dudley „Red“ Garrett Memorial Award als Rookie des Jahres. Aufgrund dieser Leistungen wurde er in das AHL All-Rookie Team und das AHL First All-Star Team berufen.
Im Trainingscamp für die NHL-Saison 2007/08 gelang es Sterling sich einen Platz im NHL-Kader der Thrashers zu erspielen. Am 20. Oktober 2007 erzielte er sein erstes Tor in der NHL. Er konnte sich jedoch nicht vollends durchsetzen, so dass er den Großteil der Saison bei den Chicago Wolves in der AHL verbrachte. Auch in den folgenden zwei Spielzeiten lief Sterling für die Chicago Wolves auf und zählte weiterhin zu den besten Scorern des Teams. Im Juli 2010 unterschrieb er einen Einjahresvertrag bei den Pittsburgh Penguins, die ihn nach dem Trainingslager ins Farmteam zu den Wilkes-Barre/Scranton Penguins schickten. Am 4. Juli 2011 unterzeichnete Sterling einen Zweiwegevertrag für ein Jahr bei den St. Louis Blues und wurde in der Folge meist bei den Peoria Rivermen und zum Saisonende hin bei den Portland Pirates in der AHL eingesetzt.
Nach Saisonende erhielt er ein AHL-Vertrag bei den Chicago Wolves, ehe er im Sommer 2013 das erste Mal nach Europa wechselte und vom HV71 aus der Svenska Hockeyligan (SHL) unter Vertrag genommen wurde. Kurzzeitig lief er auch für den Ligakonkurrenten Örebro HK auf. Zwischen Juni 2014 und dem Ende der Saison 2015/16 stand er beim EC Red Bull Salzburg in der österreichischen Erste Bank Eishockey Liga (EBEL) unter Vertrag und wurde mit diesem in den Jahren 2015 und 2016 Österreichischer Meister. Mit 192 Strafminuten war er in der Saison 2015/16 der Spieler mit den meisten Strafen der Liga. Zur Saison 2016/17 kehrte Sterling nach Nordamerika zurück und schloss sich dort abermals den Chicago Wolves aus der AHL an. Dort war er bis zum Ende der Spielzeit 2017/18 aktiv, bevor er seine Karriere im April 2018 im Alter von 34 Jahren für beendet erklärte.

### International
Sterling lief im Juniorenbereich für die Nationalmannschaften des US-amerikanischen Eishockeyverbandes USA Hockey im Bereich von der U17 bis zur U20 auf. So nahm er an der World U-17 Hockey Challenge 2001, U18-Junioren-Weltmeisterschaft 2002 sowie den U20-Junioren-Weltmeisterschaften der Jahre 2003 und 2004 teil. Sowohl mit der U18- als auch U20-Auswahl gewann der Stürmer in den Jahren 2002 respektive 2004 die Goldmedaille. Die World U-17 Hockey Challenge schloss er mit dem U17-Team ebenfalls erfolgreich ab. In 27 internationalen Turnierspielen sammelte Sterling insgesamt 28 Punkte.

## Erfolge und Auszeichnungen
| - 2003 WCHA All-Rookie Team - 2005 WCHA First All-Star Team - 2005 WCHA Tournament MVP - 2005 NCAA West First All-American Team - 2006 WCHA First All-Star Team - 2006 NCAA West First All-American Team - 2006 AHL-Rookie des Monats November - 2006 AHL-Rookie des Monats Dezember - 2007 Teilnahme am AHL All-Star Classic - 2007 AHL All-Star Classic MVP | - 2007 Willie Marshall Award - 2007 Dudley „Red“ Garrett Memorial Award - 2007 AHL First All-Star Team - 2007 AHL All-Rookie Team - 2008 Teilnahme am AHL All-Star Classic - 2008 Calder-Cup-Gewinn mit den Chicago Wolves - 2008 AHL Second All-Star Team - 2010 Teilnahme am AHL All-Star Classic - 2015 Österreichischer Meister mit dem EC Red Bull Salzburg - 2016 Österreichischer Meister mit dem EC Red Bull Salzburg |

### International
- 2001 Goldmedaille bei der  World U-17 Hockey Challenge
- 2002 Goldmedaille bei der U18-Junioren-Weltmeisterschaft
- 2004 Goldmedaille bei der U20-Junioren-Weltmeisterschaft

## Karrierestatistik

### International
Vertrat die USA bei:
- World U-17 Hockey Challenge 2001
- U18-Junioren-Weltmeisterschaft 2002
- U20-Junioren-Weltmeisterschaft 2003
- U20-Junioren-Weltmeisterschaft 2004

(Legende zur Spielerstatistik: Sp oder GP = absolvierte Spiele; T oder G = erzielte Tore; V oder A = erzielte Assists; Pkt oder Pts = erzielte Scorerpunkte; SM oder PIM = erhaltene Strafminuten; +/− = Plus/Minus-Bilanz; PP = erzielte Überzahltore; SH = erzielte Unterzahltore; GW = erzielte Siegtore; 1 Play-downs/Relegation; Kursiv: Statistik nicht vollständig)